# Joseph O’Donnell
Joseph H. O’Donnell (* 22. Mai 1925 in North Smithfield, Providence County, Rhode Island; † 12. Dezember 2005 ebenda) war ein US-amerikanischer Politiker. Zwischen 1967 und 1969 war er Vizegouverneur des Bundesstaates Rhode Island.
Über die Jugend und die Schulausbildung von Joseph O’Donnell ist nichts überliefert. Später arbeitete er in der Versicherungsbranche. Politisch schloss er sich der Republikanischen Partei an. 1960 wurde er Mitglied in deren Staatsvorstand für Rhode Island. Im Jahr 1966 wurde er an der Seite von John Chafee zum Vizegouverneur von Rhode Island gewählt. Dieses Amt bekleidete er zwischen 1967 und 1969. Dabei war er Stellvertreter des Gouverneurs und Vorsitzender des Staatssenats. Nach seiner Zeit als Vizegouverneur ist er politisch nicht mehr in Erscheinung getreten. Er starb am 12. Dezember 2005.